# 1912年ストックホルムオリンピックのベルギー選手団
1912年ストックホルムオリンピックのベルギー選手団（1912ねんストックホルムオリンピックのベルギーせんしゅだん）は、1912年5月5日から7月27日にかけてスウェーデンの首都ストックホルムで開催された1912年ストックホルムオリンピックのベルギー選手団、およびその競技結果。

## 概要
今大会は金メダル2個、銀メダル1個、銅メダル3個の合計6個のメダルを獲得した。

## メダル
| メダル | 選手名                 | 競技   | 種目               |
| ------ | ---------------------- | ------ | ------------------ |
| 銅     | ポリドール・ヴァーマン | ボート | 男子シングルスカル |